# Comuna Tjörn
Tjörn (Tjörns kommun) este o comună din comitatul Västra Götalands län, Suedia, cu o populație de 15.050 locuitori (2013).

## Geografie

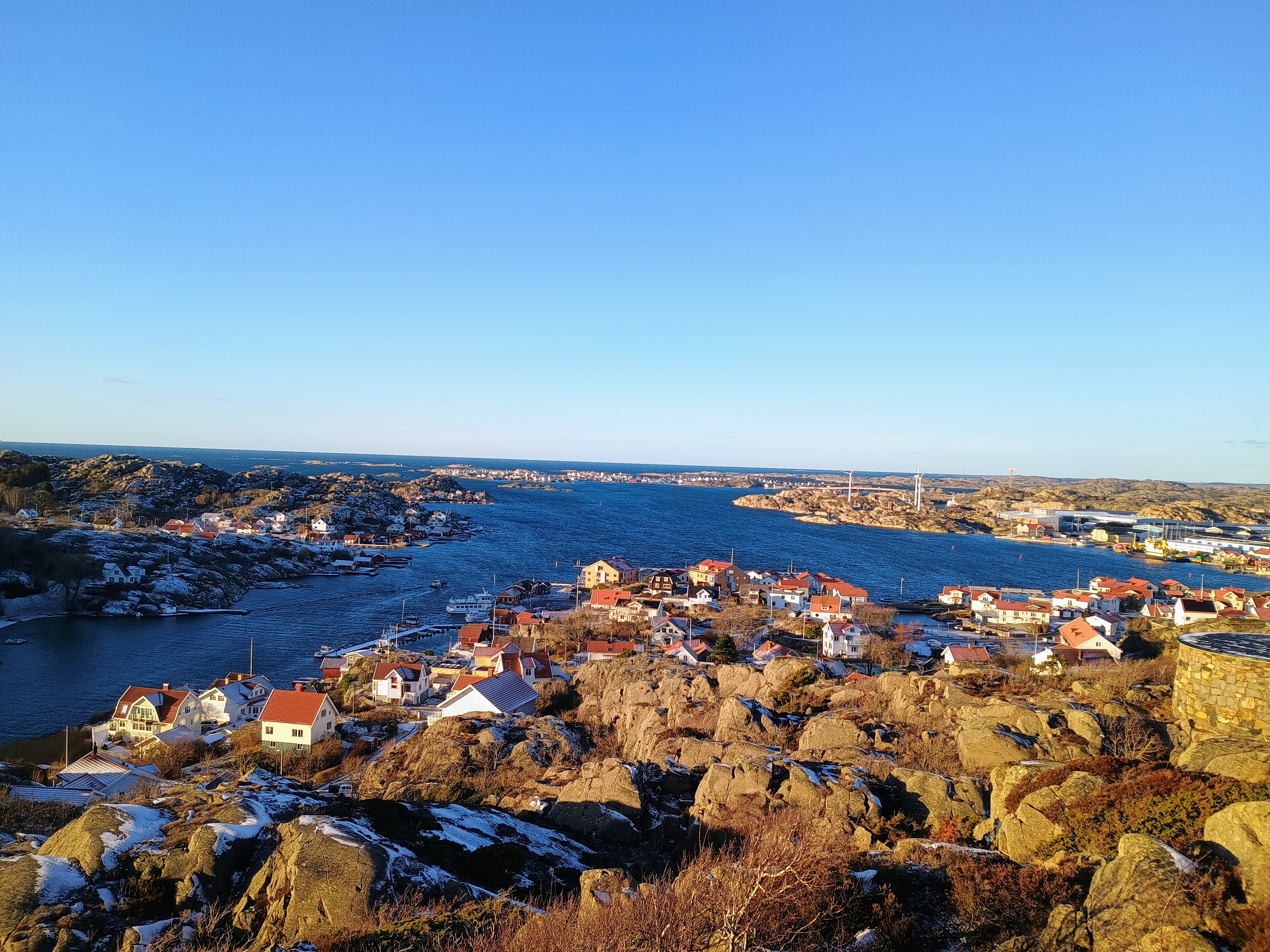
Orășelul Rönnäng și insula Klädesholmen în comuna Tjörn.

### Zone urbane
Lista celor mai mari zone urbane din comună (anul 2015) conform Biroului Central de Statistică al Suediei:
| Nr | Zona urbană           | Pop.  |
| -- | --------------------- | ----- |
| 1  | Skärhamn              | 3.495 |
| 2  | Höviksnäs             | 1.750 |
| 3  | Rönnäng               | 1.551 |
| 4  | Myggenäs              | 1.460 |
| 5  | Kållekärr             | 629   |
| 6  | Klövedal              | 569   |
| 7  | Kyrkesund             | 547   |
| 8  | Bleket                | 406   |
| 9  | Klädesholmen          | 367   |
| 10 | Djupvik și Fagerfjäll | 284   |

## Demografie
| \| Evoluția demografică în comuna Tjörn, 1970–2015 \| Evoluția demografică în comuna Tjörn, 1970–2015 \| Evoluția demografică în comuna Tjörn, 1970–2015 \| Evoluția demografică în comuna Tjörn, 1970–2015 \| Evoluția demografică în comuna Tjörn, 1970–2015 \| \| ----------------------------------------------------------------------------------------------------- \| ----------------------------------------------- \| ----------------------------------------------- \| ----------------------------------------------- \| ----------------------------------------------- \| \| An \| \| \| Locuitori \| \| \| 1970 \| 1970 \| \| 9334 \| 9334 \| \| 1975 \| 1975 \| \| 10618 \| 10618 \| \| 1980 \| 1980 \| \| 11701 \| 11701 \| \| 1985 \| 1985 \| \| 12482 \| 12482 \| \| 1990 \| 1990 \| \| 13919 \| 13919 \| \| 1995 \| 1995 \| \| 14602 \| 14602 \| \| 2000 \| 2000 \| \| 14733 \| 14733 \| \| 2005 \| 2005 \| \| 15022 \| 15022 \| \| 2010 \| 2010 \| \| 14955 \| 14955 \| \| 2015 \| 2015 \| \| 15315 \| 15315 \| \| Sursa: SCB - Statistika Centralbyrån, Folkmängd efter region, civilstånd, ålder och kön. År 1968–2016 \| \| \| \| \| |      |  |           |       |
| Evoluția demografică în comuna Tjörn, 1970–2015 |      |  |           |       |
| An |      |  | Locuitori |       |
| 1970 | 1970 |  | 9334      | 9334  |
| 1975 | 1975 |  | 10618     | 10618 |
| 1980 | 1980 |  | 11701     | 11701 |
| 1985 | 1985 |  | 12482     | 12482 |
| 1990 | 1990 |  | 13919     | 13919 |
| 1995 | 1995 |  | 14602     | 14602 |
| 2000 | 2000 |  | 14733     | 14733 |
| 2005 | 2005 |  | 15022     | 15022 |
| 2010 | 2010 |  | 14955     | 14955 |
| 2015 | 2015 |  | 15315     | 15315 |
| Sursa: SCB - Statistika Centralbyrån, Folkmängd efter region, civilstånd, ålder och kön. År 1968–2016 |      |  |           |       |